# Aldiminy
Aldiminy jsou organické sloučeniny s obecným vzorcem R–CH=N–R', iminové analogy aldehydů. Podobají se ketiminům, které jsou analogy ketonů.
Významnou skupinou aldiminů jsou Schiffovy báze, v jejichž molekulách je substituentem na atomu dusíku alkylová nebo arylová skupina.

Primární aldimin
Sekundární aldimin
Aldehyd

## Názvosloví
| Názvosloví  | CH3–CH2–CH2–CH=NH      | CH3–CH=N–CH3                           |
| ----------- | ---------------------- | -------------------------------------- |
| 1           | butan-1-imin butanimin | N-methylethan-1-imin N-methylethanimin |
| 2           | butylidenazan          | ethyliden(methyl)azan                  |
| 3           | butylidenamin          | N-methylethylidenamin                  |
| běžný název | butyraldehydimin       | acetaldehyd-N-methylimin               |

Aldiminy lze pojmenovat třemi způsoby:
1. připojením přípony -imin k názvu uhlovodíku, od kterého jsou odvozeny
2. jako alkylidenové deriváty azanu
3. jako alkylidenové deriváty aminů

Dříve se také používalo pojmenovávání aldiminů jako derivátů příslušného aldehydu.